# Aston Subedge
Aston Subedge – wieś w Anglii, w hrabstwie Gloucestershire, w dystrykcie Cotswold. Leży 38 km na północny wschód od miasta Gloucester i 132 km na północny zachód od Londynu.